# Olimpia Fulvia Morata
Olimpia Fulvia Morata (Ferrara, 1526 - Heidelberg, 26 de octubre de 1555) fue una humanista italiana y protestante que escribió numerosas obras relacionadas con la religión y el pensamiento.

## Trayectoria

### Formación
Su padre, Fulvio Pellegrino Morato, era tutor de la Casa de Este, y por esto, creció rodeada de conocimientos, aprovechando incluso las clases de su padre a los jóvenes hijos del duque de Ferrara. A los doce años ya hablaba con fluidez el latín y griego antiguo y fue nombrada compañera de Ana de Este en la corte donde tuvo contacto con la élite intelectual y acceso a las obras de Cicerón o de Calvino.

### Vida adulta
En 1546, dejó la corte para cuidar a su enfermo padre, además se ocupó de la educación de sus hermanos. Su padre se había convertido al protestantismo y Morata no tardó en abrazar las doctrinas de Lutero y Calvino. Al regresar a la corte, Ana de Este se casó con Francisco de Guisa y ella pasó el tiempo estudiando filosofía y manteniendo correspondencia con Gasparo Sardi, quien le dedicó su De Triplici Philosophia.
Con la nueva situación de Ana de Este, y tras la muerte de su padre en 1548, abandonó la corte.
Un año más tarde conocerá a un joven estudiante de medicina y filosofía en Baviera, Andreas Grundler von Schweinfurt, con el que se casará en 1550 por la iglesia protestante. Vivieron en Italia pocos años más ya que la pareja marcharía a Alemania, donde Morata continuaría sus estudios, profundizando en textos clásicos y la Biblia. En 1554 lo acompañó a su lugar de nacimiento donde había sido enviado para curar a las tropas españolas. 
En 1553 tomó posesión de Schweinfurt Alberto de Brandeburgo tras el asalto de esta ciudad por parte de las tropas imperiales de Carlos V y tuvieron que huir a Heidelberg por la defensa de Morata de la reforma protestante. Buscaron refugio en diferentes cortes europeas lográndolo  en la corte de los Erbach. 
En la universidad de Heidelberg  desempeñó una cátedra.
Morata morirá el 26 de octubre de 1555 en Heidelberg, a consecuencia de la epidemia de peste que asoló distintas ciudades europeas. Tenía 29 años.
Su obra fue publicada póstumamente por Celio Curione: cartas, poemas y sus misivas en latín y griego, en Basilea en el año 1558.

## Obra
- Olympiae Fulviae Moratae Foeminaw doctissimae ac plane divinae Opera omnia quae hactenus invenire potuerunt; cum erudotorum testimoniis et laudibus. Hippolitae Taurellae Elegia elegantissima. Quibus Coelii S. C. selectae Epistolae ac orationes accesserunt, Basilae, apud Petrum Pernam MDLXX
- Lettere, en «Opuscoli e lettere di riformatori italiani del Cinquecento», Bari 1927
- Epistolario (1540-1555)
- Opere, a cura di Lanfranco Caretti: vol. I, Epistolae; vol. II, Orationes, Dialogi et Carmina, Ferrara, Deputazione Provinciale Ferrarese di Storia Patria 1954